# Blood Vessel - Nave assassina
Blood Vessel - Nave assassina (Blood Vessel) è un film horror, del 2019, diretto da Justin Dix.
Girato a Melbourne, in Australia, il film è stato scritto da Dix e Jordan Prosser. Il film è uscito il 21 luglio tramite il servizio di video on demand Shudder.

## Trama
Un gruppo di sopravvissuti da un naufragio riescono a salvarsi con una scialuppa di salvataggio. In seguito riescono ad individuare un'imbarcazione che batte bandiera tedesca e la abbordano, scoprendo che questa è abitata da vampiri assetati di sangue.